# 司非 (星官)
司非是中国古代星官名，意为掌是非或罪过的神。司非属于二十八宿中的虚宿，位于现代星座的小马座。《丹元子步天歌》：“（虚）上下各一如連珠，命祿危非虛上呈。”司非位于司危与虚以北，包含两颗恒星，清钦天监所编《仪象考成》增加了2星，《仪象考成续编》中又增加了一星，但经考证对应恒星与司非增一重复。

## 所含恒星[2]
| 中國星名 | 現代星名 | 所屬星座 |
| -------- | -------- | -------- |
| 司非一   | γ Equ    | 小馬座   |
| 司非二   | δ Equ    | 小馬座   |
|          |          |          |
| 司非增一 | 6 Equ    | 小馬座   |
| 司非增二 | 18 Del   | 海豚座   |
| 司非增三 | 6 Equ    | 小馬座   |